# Bulbophyllum fibrinum
Bulbophyllum fibrinum là một loài phong lan thuộc chi Bulbophyllum.